# Planomicrobium psychrophilum
Planomicrobium psychrophilum (Synonym: Planococcus psychrophilus) ist eine Art von Bakterien und zählt zu den Firmicutes. Isoliert wurde es von Blaualgenmatten in den Antarktischen Trockentälern (McMurdo Dry Valleys). Hier herrschen extreme Umweltbedingungen, bestimmt durch extreme Kälte und Trockenheit.

## Merkmale
Die Zellen von Planomicrobium psychrophilum sind stäbchenförmig und orange pigmentiert. Sporen werden nicht gebildet. Das Bakterium ist grampositiv und tritt einzeln auf. Planomicrobium psychrophilum ist aerob und psychrophil, Wachstum erscheint bei Temperaturen zwischen 2 und 30 °C. Optimales Wachstum erfolgt bei 22 °C und einen pH-Wert von 7. Es toleriert NaCl-Werte von 0 bis 12 %. Wachstum erfolgt bei pH-Werten zwischen 6 und 12. Es reagiert im Voges-Proskauer-Test und im Methylrot-Test negativ, im Katalase- und Oxidase-Test positiv. Die Enzyme Lipase, β-Galactosidase und Gelatinase sind vorhanden. Die Enzyme Phosphatase und Urease werden nicht gebildet. Auch der Indol-Test verläuft negativ. Dominierende Menachinone sind Mk-7 und MK-8. Es sind die Phospholipide Phosphatidylglycerine, Diphosphatidylglycerine und Phosphatidylethanolamine vorhanden.
Der GC-Gehalt in der DNA liegt bei 44,5 Mol-Prozent.

## Stoffwechsel
Das Bakterium kann verschiedene Kohlenhydrate als alleinige Kohlenstoffquelle nutzen, wie z. B. Rhamnose, Melibiose, Trehalose und Xylose. Als einzige Quelle für Kohlenstoff nicht ausreichend sind hingegen z. B. Arabinose, Glucose und Fructose. Nitrat wird nicht reduziert.

## Systematik
Planomicrobium psychrophilum zählt zu der Familie Planococcaceae. Zuerst wurde die Art im Jahre 2002 zu der Gattung Planococcus als Planococcus  psychrophilus gestellt. Im Jahr 2005 wurde sie durch Arbeiten von Xin Dai zu der Gattung Planomicrobium transferiert.